# Ferrovia Sulgen-Gossau
La ferrovia Sulgen-Gossau (nota anche come Bischofszellerbahn) è una linea ferroviaria a scartamento normale della Svizzera.

## Storia
La linea fu costruita per iniziativa della città di Bischofszell, che era rimasta isolata dall'apertura delle ferrovie Winterthur-San Gallo (1855) e Winterthur-Romanshorn (1856).
Dopo vari progetti si optò per la costruzione di una ferrovia tra Sulgen, Bischofszell e Gossau: la linea fu concessa alla Eisenbahngesellschaft Sulgen-Bischofszell-Gossau (SG), costituitasi a Bischofszell il 30 ottobre 1873. I lavori iniziarono l'anno successivo, e la prima tratta, tra Bischofszell e Sulgen, aprì il 1º febbraio 1876; l'intera linea aprì ufficialmente il successivo 5 luglio.
L'esercizio venne affidato per dieci anni dalla SG alla Schweizerische Nordostbahn (NOB)
Nel 1885 la SG si sciolse; la linea fu venduta alla NOB per 1,5 milioni di franchi. Il 1º gennaio 1902 la NOB venne nazionalizzata: le sue linee entrarono a far parte delle Ferrovie Federali Svizzere (FFS).
Nel 1929 le FFS decisero di elettrificare la linea; i lavori iniziarono nel giugno 1935 e l'inaugurazione della trazione elettrica avvenne il 15 maggio 1936.

## Caratteristiche
La linea, a scartamento normale, è lunga 22,95 km. La linea è elettrificata a corrente alternata monofase con la tensione di 15.000 V alla frequenza di 16,7 Hz; la pendenza massima è del 15 per mille. È interamente a binario unico.

### Percorso
| Continuation backward |

| Station on track |

|  | Unknown route-map component "ABZgl" | Unknown route-map component "CONTfq" |

| Stop on track |

| Station on track |

| Unknown route-map component "hKRZWae" |

| Stop on track |

| Station on track |

| Unknown route-map component "STRo" |

| Station on track |

| Station on track |

| Unknown route-map component "CONTgq" | Unknown route-map component "ABZg+r" |  |

| Head station | Station on track |  |

| Unknown route-map component "CONTgq" | One way rightward | Straight track |  |  |

| Continuation forward |

La linea parte dalla stazione di Sulgen, situata sulla linea Winterthur-Romanshorn. Si dirige quindi verso sud-est, correndo nella valle del fiume Thur, toccando Kradolf e Bischofszell, dopodiché la linea raggiunge Sitterdorf con un tratto tortuoso dopo aver attraversato il fiume Sitter. Toccata nuovamente Bischofszell, la ferrovia serve Hauptwil, quindi lascia il canton Turgovia per entrare nel canton San Gallo, terminando la propria corsa nella stazione di Gossau, situata sulla linea San Gallo-Winterthur e capolinea della linea a scartamento ridotto per Herisau ed Appenzello.
Fino al 22 agosto 2007 le caratteristiche dei due viadotti della linea limitavano la circolabilità unicamente ai rotabili di peso per asse inferiore alle 18 tonnellate; rinforzati i viadotti, da allora possono circolare tutti i rotabili delle FFS (ad eccezione delle locomotive Ae 6/6).

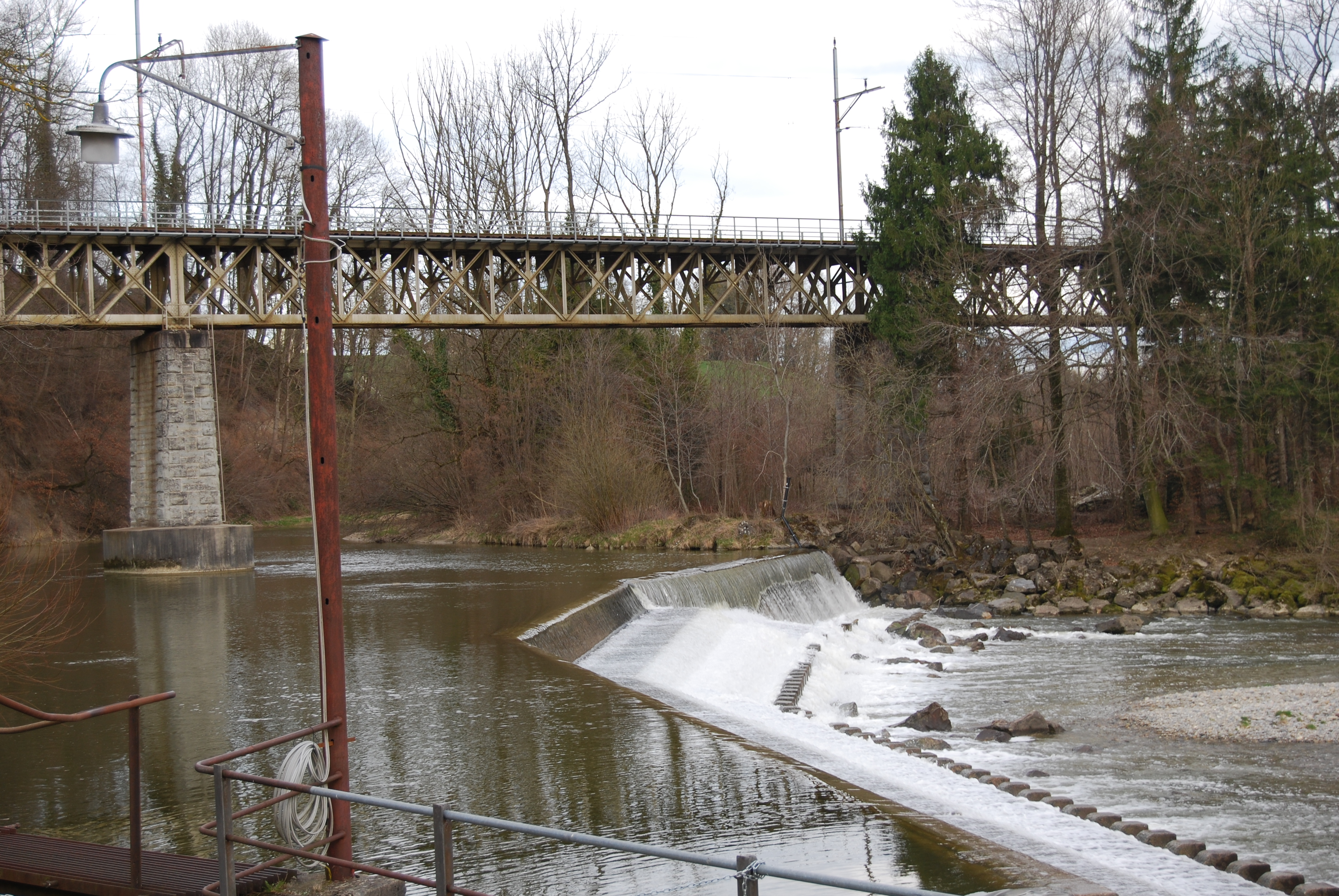
Il viadotto sulla Sitter a Sitterdorf